# Ус-Юрях
Ус-Юрях (якут. Үс үрэх) — река в Восточной Сибири, приток реки Лена. Протяжённость реки составляет 18 км. Впадает в реку Лена слева на расстоянии 1287 км от её устья около острова Муккан. Направление течения — северо-западное.
По данным государственного водного реестра России относится к Ленскому бассейновому округу. Код водного объекта — 18030700112117400000369.